# Hořetice
Hořetice (Duits: Horschetitz) is een Tsjechische plaats in de gemeente Křečovice, regio Midden-Bohemen, en maakt deel uit van het district Benešov. Het dorp ligt op 3 kilometer afstand van Křečovice.
Hořetice telt 85 inwoners (2021).

## Geschiedenis
De eerste schriftelijke vermelding van het dorp dateert van 1271.
Tijdens de Tweede Wereldoorlog was het dorp onderdeel van het militaire oefenterrein van de Waffen-SS Benešov. Op 31 oktober 1943 moesten de inwoners daarom noodgedwongen hun huizen verlaten.
In 1960 werd Hořetice, samen met Křečovice, ingedeeld bij het district Benešov.

## Verkeer en vervoer

### Autowegen
Er leidt een regionale weg naar het dorp.

### Spoorlijnen
Er is geen station in Hořetice. Het dichtstbijzijnde station is in Štětkovice, op zo'n zes kilometer afstand. Dat station ligt aan de spoorlijn van Benešov naar Vlašim.

### Buslijnen
Er is één bushalte in het dorp:
| Halte               | Lijn        | Traject                                                      | Vervoerder        |
| ------------------- | ----------- | ------------------------------------------------------------ | ----------------- |
| Křečovice, Hořetice | 518 756 759 | Křečovice - Sedlčany Křečovice - Neveklov Benešov - Neveklov | ZDAR CŠAD Benešov |

## Bezienswaardigheden
- Klokkentoren

## Galerij

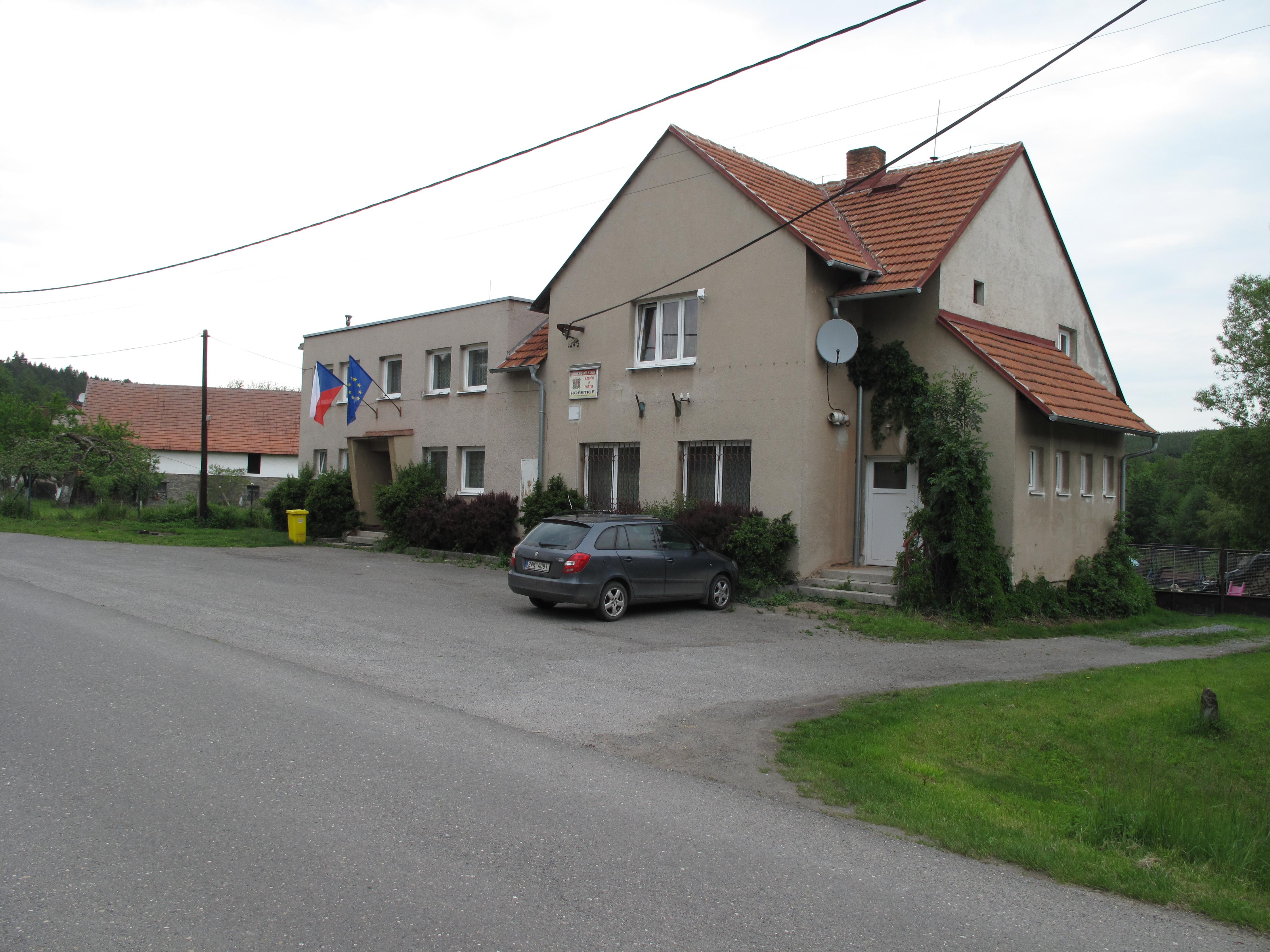
Voormalig gemeentehuis (2019)
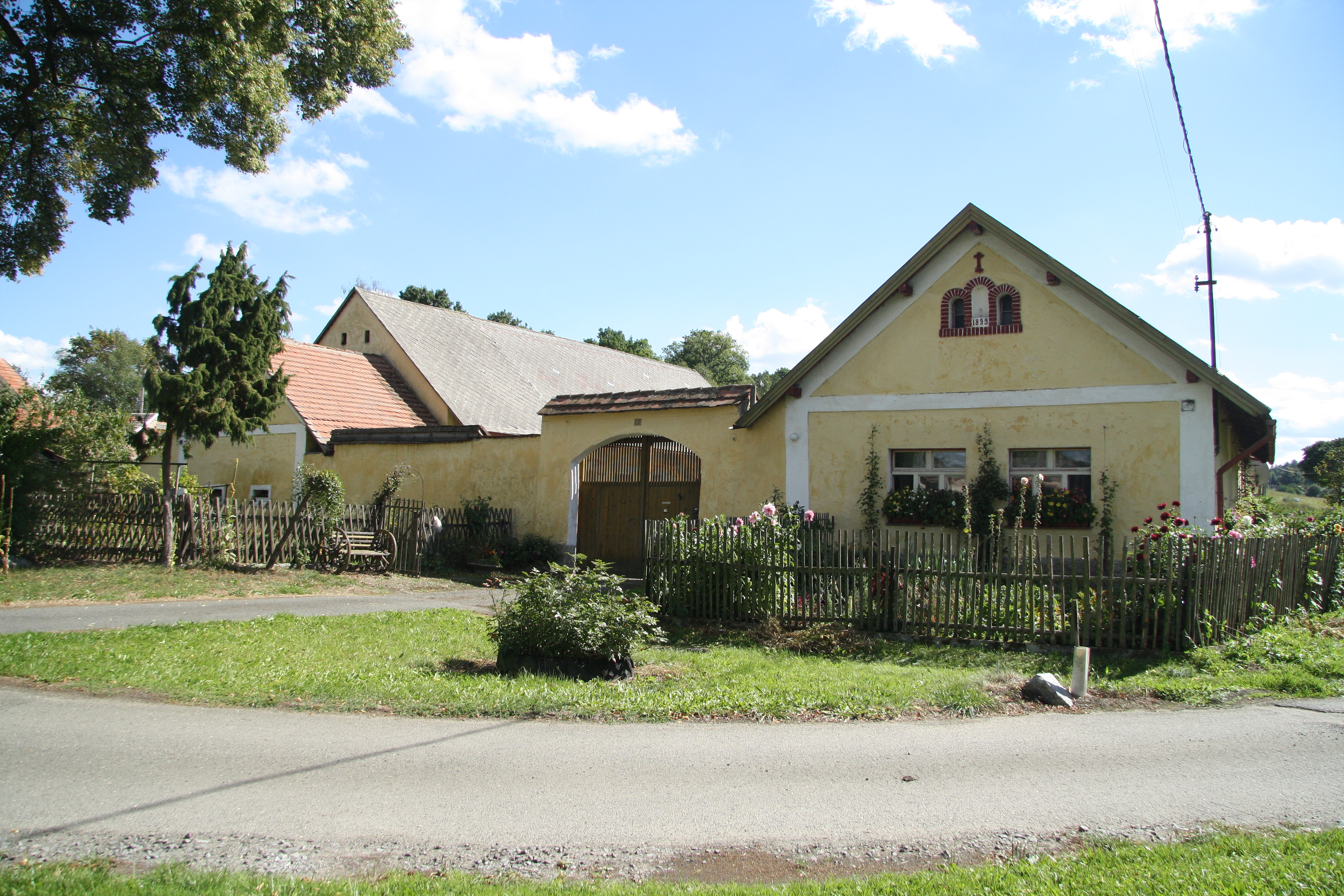
Huis in het dorp (2015)
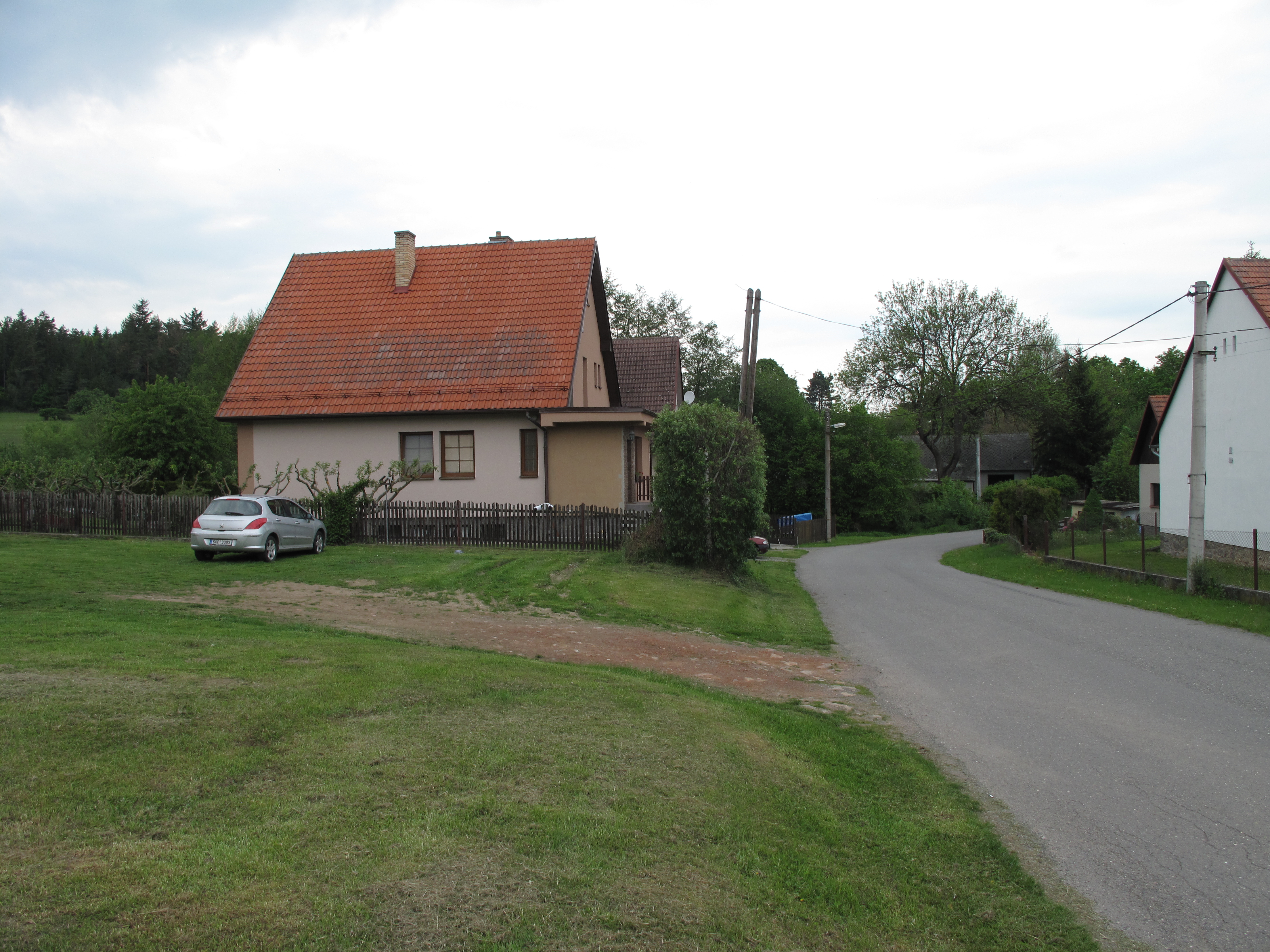
Huis in het dorp (2019)
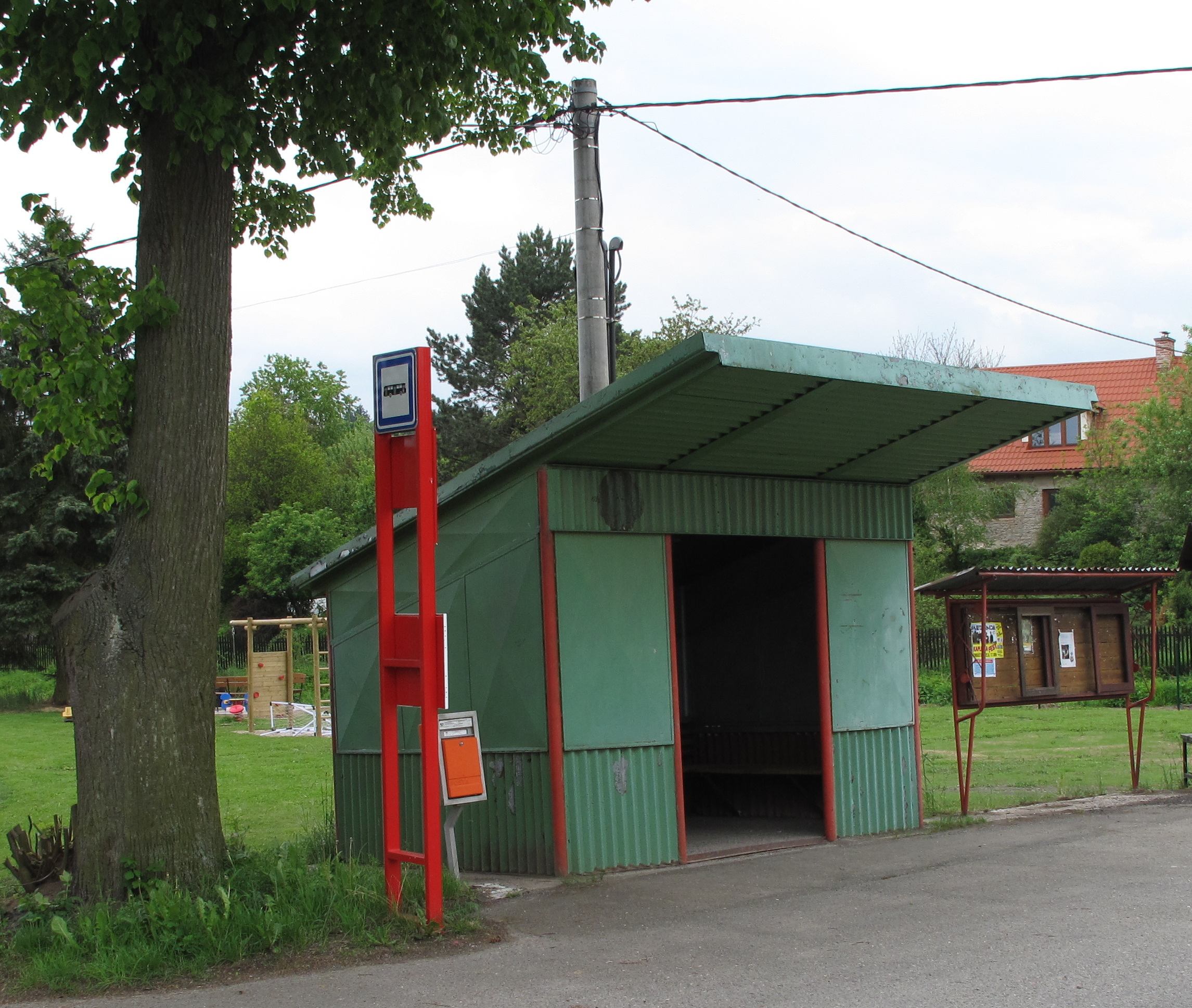
Bushalte in het dorp (2019)
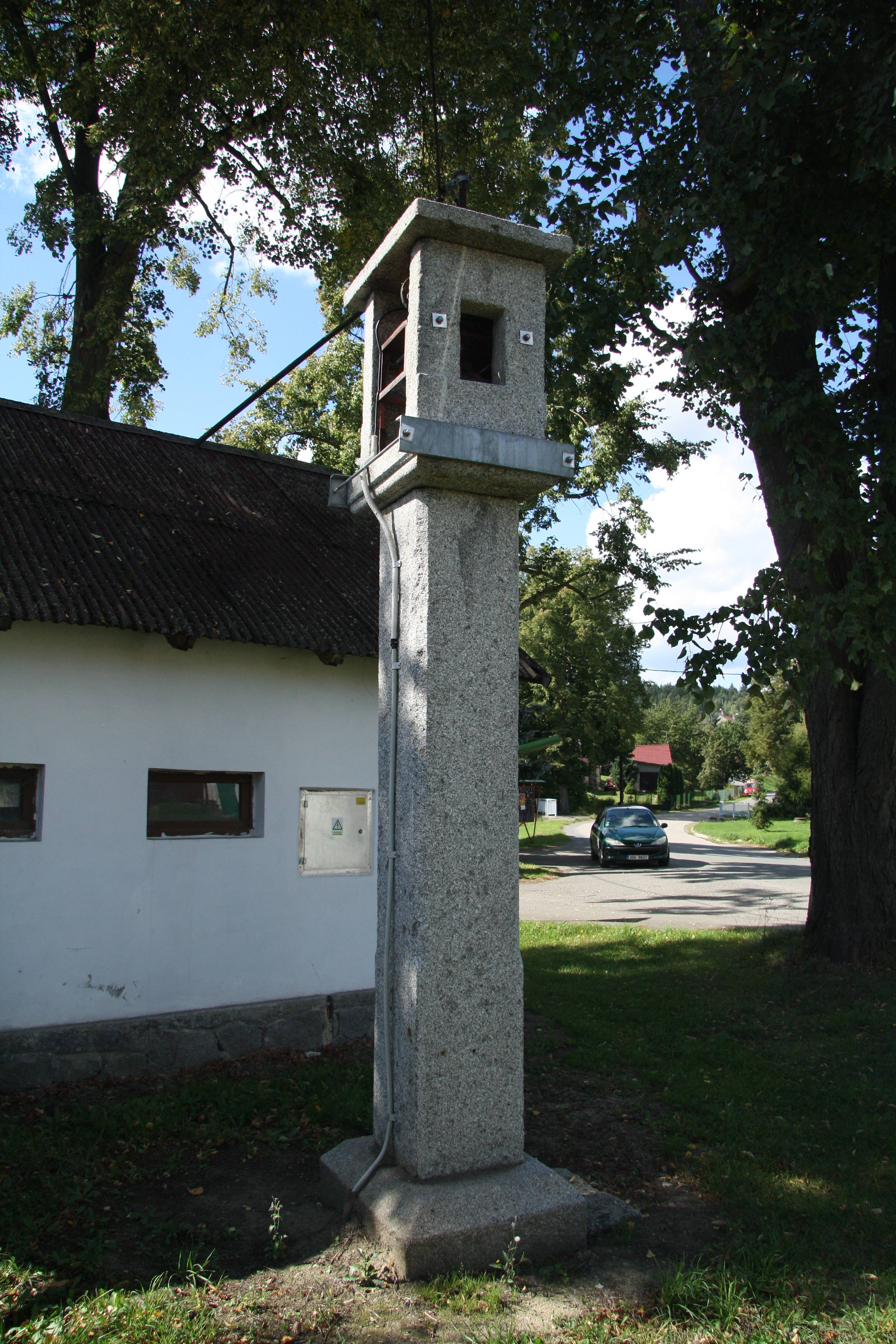
Klokkentoren (2015)